# Bolbena maraisi
Bolbena maraisi är en bönsyrseart som beskrevs av Johann Heinrich Kaltenbach 1996. Bolbena maraisi ingår i släktet Bolbena och familjen Iridopterygidae. Inga underarter finns listade i Catalogue of Life.